# Амурское сельское поселение (Республика Алтай)
Амурское се́льское поселе́ние (алт. Амырдыҥ јурт јеезези) — муниципальное образование в Усть-Коксинском муниципальном районе Республики Алтай Российской Федерации.
Административный центр — село Амур.

## История
Статус и границы сельского поселения установлены Законом Республики Алтай от 13 января 2005 года № 10-РЗ «Об образовании муниципальных образований, наделении соответствующим статусом и установлении их границ»

## Население
| 2010  | 2011  | 2012  | 2013  | 2014  | 2015  | 2016  |
| ----- | ----- | ----- | ----- | ----- | ----- | ----- |
| 1604  | ↗1607 | ↘1559 | ↘1530 | ↘1508 | ↘1491 | ↘1486 |
| 2017  | 2018  | 2019  | 2020  | 2021  |       |       |
| ↘1461 | ↘1442 | ↗1445 | ↘1437 | ↗1444 |       |       |

## Состав сельского поселения
| № | Населённый пункт | Тип населённого пункта       | Население |
| - | ---------------- | ---------------------------- | --------- |
| 1 | Амур             | село, административный центр | ↘763      |
| 2 | Абай             | село                         | ↘362      |
| 3 | Юстик            | село                         | ↗300      |
| 4 | Красноярка       | посёлок                      | ↗61       |
| 5 | Улужай           | посёлок                      | →0        |